# Peter Budaj
Peter Budaj (Banska Bistrica, Slovačka, 18. rujna 1982.) slovački je profesionalni hokejaš na ledu koji igra na poziciji vratara. Trenutačno je član Colorado Avalanchea koji se natječe u NHL-u.

## Karijera
Budaj svoje prve korake u hokeju na ledu čini 1996. godine u lokalnom klubu svog rodnog grada Banske Bistrice. Tri godine kasnije odlazi "preko bare" te 1999. godine potpisuje za Toronto St. Michael's Majors koji se natjecao u OHL-u. U klubu provodi tri sezone odigravši 113 utakmica u regularnom dijelu sezona. U dva navrata s klubom je nastupao u doigravanju te upisao 23 nastupa.

### Colorado Avalanche (2002. - danas)
Na draftu 2001. godine u 2. krugu kao 63. izbor odabrao ga je Colorado Avalanche. Klub ga odmah šalje na kaljenje u svoju tadašnju AHL podružnicu Hershey Bears gdje provodi tri sezone. Od sezone 2005./06. je stalni član Avalanchea, ali tek kao rezervni vratar. Usprkos toj činjenici dobiva dosta prilika. U sezoni 2008./09. imenovan je glavnim vratarom kluba, ali već sljedeće sezone to mjesto oduzima mu pridošli Craig Anderson. 29. lipnja 2009. godine potpisuje novi jednogodišnji ugovor s Avalancheom. Početkom sezone 2009./10. dijagnosticiran mu je virus H1N1 te biva izoliran od ostatka momčadi dok nije ozdravio. Prvi nastup u NHL-u, nakon oporavka od gripe, upisuje 4. studenog 2009. godine u utakmici protiv Phoenix Coyotesa.

## Reprezentacija
S reprezentacijom Slovačke (do 18. godina) nastupio je na Svjetskom juniorskom prvenstvu 2000. godine upisavši pet nastupa. S mladom reprezentacijom Slovačke nastupa na dva svjetska juniorska prvenstva održanim 2001. i 2002. godine. Iako je 2004. godine na Svjetskom kupu bio član "A" reprezentacije Slovačke priliku na ledu nije dobio. Na Olimpijskim igrama 2006. godine upisuje svoje prve nastupe u nacionalnom dresu te igra sveukupno 179 minuta u 3 utakmice. Slovački trener Jan Filc uvrštava ga na popis igrača za XXI. Zimske olimpijske igre koje se održavaju u Vancouveru.

## Zanimljivosti
Osim po svojim sposobnostima u hokeju na ledu Budaj je poznat i po svojim kacigama. Naime, na pozadini svojih zaštitnih kaciga ima nacrtanog Neda Flandersa, popularnog lika iz kultne animirane serije Simpsoni. 2008. godine nosio je kacigu s likom Altaïra iz popularne videoigre Assassin's Creed. U sezoni 2008./09. glavna kaciga bila mu je obilježena stripovskim likom superheroja Hulka, ali obojanog u klupskoj boji burgundca. U sezoni 2009./10. nosi kacigu na kojoj je njegov motociklistički idol Valentino Rossi na jednoj strani, klupski alternativni logotip na drugoj, te Ned Flanders na pozadini.

## Statistika karijere
Bilješka: OU = odigrane utakmice, OM = odigrane minute, UG = udarci na gol, PG = primljeni golovi, OB = (broj) obrana, PPG = prosjek primljenih golova, OB% = postotak (broja) obrana, ČM = čista mreža (bez primljenog gola), A = asistencije, KM = kaznene minute

### Klub
| 1999./00.       | Toronto St. Michael's Majors | OHL             | 34  | 1677   | 1061 | 112 | 949  | 4.01 | .894 | 1  | 2 | 6  | —  | —    | —   | —  | —   | —     | —    | — | — | — |
| 2000./01.       | Toronto St. Michael's Majors | OHL             | 37  | 1997   | 1112 | 95  | 1017 | 2.86 | .915 | 3  | 0 | 0  | 11 | 621  | 364 | 26 | 338 | 2.51  | .929 | 1 | 0 | 0 |
| 2001./02.       | Toronto St. Michael's Majors | OHL             | 42  | 2330   | 1237 | 89  | 1148 | 2.29 | .928 | 2  | 0 | 0  | 12 | 620  | 368 | 34 | 334 | 3.29  | .908 | 1 | 0 | 6 |
| 2002./03.       | Hershey Bears                | AHL             | 28  | 1467   | 734  | 65  | 669  | 2.66 | .911 | 2  | 0 | 0  | 1  | 6    | 5   | 2  | 3   | 20.00 | .333 | 0 | 0 | 0 |
| 2003./04.       | Hershey Bears                | AHL             | 46  | 2574   | 1437 | 120 | 1317 | 2.80 | .916 | 3  | 0 | 2  | —  | —    | —   | —  | —   | —     | —    | — | — | — |
| 2004./05.       | Hershey Bears                | AHL             | 59  | 3356   | 1822 | 148 | 1674 | 2.65 | .919 | 5  | 2 | 17 | —  | —    | —   | —  | —   | —     | —    | — | — | — |
| 2005./06.       | Colorado Avalanche           | NHL             | 34  | 1802   | 864  | 86  | 778  | 2.86 | .900 | 2  | 1 | 4  | —  | —    | —   | —  | —   | —     | —    | — | — | — |
| 2006./07.       | Colorado Avalanche           | NHL             | 57  | 3198   | 1499 | 143 | 1356 | 2.68 | .905 | 3  | 2 | 0  | —  | —    | —   | —  | —   | —     | —    | — | — | — |
| 2007./08.       | Colorado Avalanche           | NHL             | 35  | 1912   | 849  | 82  | 767  | 2.57 | .903 | 0  | 1 | 2  | 3  | 107  | 65  | 6  | 59  | 3.33  | .908 | 0 | 0 | 0 |
| 2008./09.       | Colorado Avalanche           | NHL             | 56  | 3232   | 1531 | 154 | 1377 | 2.86 | .899 | 2  | 1 | 0  | —  | —    | —   | —  | —   | —     | —    | — | — | — |
| Sveukupno - OHL | Sveukupno - OHL              | Sveukupno - OHL | 113 | 6004   | 3410 | 296 | 3114 | 2.96 | .913 | 6  | 2 | 6  | 23 | 1241 | 732 | 60 | 672 | 2.90  | .918 | 2 | 0 | 6 |
| Sveukupno - AHL | Sveukupno - AHL              | Sveukupno - AHL | 133 | 7397   | 3993 | 333 | 3660 | 2.70 | .917 | 10 | 2 | 19 | 1  | 6    | 5   | 2  | 3   | 20.00 | .333 | 0 | 0 | 0 |
| Sveukupno - NHL | Sveukupno - NHL              | Sveukupno - NHL | 182 | 10 144 | 4743 | 465 | 4278 | 2.75 | .902 | 7  | 5 | 6  | 3  | 107  | 65  | 6  | 59  | 3.33  | .908 | 0 | 0 | 0 |

### Reprezentacija
| Godina              | Reprezentacija      | Natjecanje          |    | OU  | OM | PG   | PPG | ČM |
| ------------------- | ------------------- | ------------------- | -- | --- | -- | ---- | --- | -- |
| 2000.               | Slovačka (Juniori)  | SJP-18              | 5  | 249 | 13 | 3.13 | 0   |    |
| 2001.               | Slovačka (Juniori)  | SJP                 | 4  | 239 | 16 | 4.01 | 0   |    |
| 2002.               | Slovačka (Juniori)  | SJP                 | 4  | 212 | 11 | 3.11 | 1   |    |
| 2006.               | Slovačka            | ZOI                 | 3  | 179 | 6  | 2.01 | 0   |    |
| Sveukupno - Juniori | Sveukupno - Juniori | Sveukupno - Juniori | 13 | 700 | 40 | 3.43 | 1   |    |
| Sveukupno - Seniori | Sveukupno - Seniori | Sveukupno - Seniori | 3  | 179 | 6  | 2.01 | 0   |    |

## Vanjske poveznice
- Profil na NHL.com
- Profil na The Internet Hockey Database